# Жълтопетнист даман
Жълтопетнистият даман (Heterohyrax brucei) е вид бозайник от семейство Procaviidae, единствен представител на род Heterohyrax.

## Разпространение и местообитание
Разпространен е в Ангола, Ботсвана, Бурунди, Джибути, Еритрея, Етиопия, Замбия, Зимбабве, Кения, Демократична република Конго, Малави, Мозамбик, Сомалия, Судан, Танзания, Уганда, Южен Судан и Южна Африка.